# Cristian Palacios
Cristian Martín Palacios Ferreira (Salto, 2 settembre 1990) è un calciatore uruguaiano, attaccante dell'Everton.

## Biografia
In patria viene chiamato Churri.

## Carriera
Ha fatto il suo esordio in prima squadra il 12 settembre 2009 per poi passare in prestito nel gennaio del 2011 al Central Español e far ritorno a fine stagione ai Carboneros.

## Palmarès

### Club

#### Competizioni nazionali
- Copa Chile: 1

Universidad de Chile: 2024